# Mathias Rammer
Mathias Rammer, též Matthias Rammer (24. března 1830 Ried in der Riedmark – 7. března 1908 Heid bei Mauthausen), byl rakouský politik německé národnosti z Horních Rakous, na konci 19. století poslanec Říšské rady.

## Biografie
Byl statkářem v Albernu. Byl ženatý, měl šest dětí.
Zasedal jako poslanec Hornorakouského zemského sněmu. Zvolen sem byl v roce 1878 za kurii venkovských obcí, obvod Perg. Mandát zde obhájil v roce 1884. Ve volbách roku 1890 uspěl za kurii venkovských obcí, obvod Grein. Mandát obhájil roku 1897. Poslancem byl do roku 1902. Na sněmu zastupoval katolické konzervativce. V letech 1884–1890 a 1890–1895 byl náhradníkem zemského výboru.
Byl i poslancem Říšské rady (celostátního parlamentu Předlitavska), kam usedl ve volbách roku 1891 za kurii venkovských obcí v Horních Rakousích, obvod Perg, Freistadt atd. Mandát zde obhájil ve volbách roku 1897. Ve volebním období 1891–1897 se uvádí jako Matthias Rammer, majitel hospodářství a starosta obce, bytem Albern.
Po volbách roku 1891 se uvádí jako člen konzervativního Hohenwartova klubu. V listopadu 1895 odešel na Říšské radě z Hohewartova klubu do nové poslanecké frakce Katolické lidové strany. I po volbách roku 1897 je řazen mezi kandidáty Katolické lidové strany.
Zemřel v březnu 1908.